# Tomasz Bąk (generał)
Tomasz Bąk (ur. 25 stycznia 1966 w Warszawie) – generał brygady Wojska Polskiego, doktor habilitowany w dyscyplinie nauki o bezpieczeństwie, kawaler Orderu Odrodzenia Polski.

## Wykształcenie
Jest absolwentem Wyższej Szkoły Oficerskiej Wojsk Zmechanizowanych we Wrocławiu w specjalności rozpoznawczej (1989). W latach 1995–1997 ukończył Akademię Obrony Narodowej w Warszawie z pierwszą lokatą a następnie odbył również studia podyplomowe (1999). W 2002 roku uzyskał w tej uczelni stopień naukowy doktora na podstawie rozprawy „Udział i sojusznicze współdziałanie żołnierzy WP w operacji pokojowej NATO w Kosowie”. W roku 2019 uzyskał stopień naukowy doktora habilitowanego na Uniwersytecie w Siedlcach; tytuł pracy habilitacyjnej „Systemy antyterrorystyczne państw Unii Europejskiej”. Posiada znajomość języków angielskiego i rosyjskiego.

## Służba wojskowa
Na pierwsze stanowisko – dowódcy plutonu rozpoznawczego – został skierowany do 18 batalionu desantowo-szturmowego w Bielsku-Białej. Następnie był dowódcą kompanii szturmowej oraz oficerem operacyjnym w sztabie 18 batalionu desantowo-szturmowego. W okresie od 1993 do 1995 roku przebywał na Misji Obserwacyjnej Sił Narodów Zjednoczonych ds. Nadzoru Rozdzielenia Wojsk na Wzgórzach Golan w Syrii (UNDOF), gdzie pełnił kolejno funkcje zastępcy dowódcy kompanii piechoty i dowódcy kompanii piechoty. Przez krótki okres w 1997 roku zajmował stanowisko starszego oficera specjalisty w dowództwie 6 Brygady Desantowo-Szturmowej im. gen. bryg. Stanisława Sosabowskiego w Krakowie, po czym powrócił do 18 Bielskiego batalionu desantowo-szturmowego. W latach 1997–1999 był szefem sztabu – zastępcą dowódcy, a następnie szefem szkolenia – zastępcą dowódcy tej jednostki wojskowej. W 2000 został dowódcą 18 Bielskiego batalionu desantowo-szturmowego im. kpt. Ignacego Gazurka i brał udział w Siłach Utrzymania Pokoju NATO w Kosowie (KFOR). Od 2002 roku przebywał na misji Sił Stabilizacyjnych NATO w Bośni i Hercegowinie (SFOR), zajmując stanowiska szefa Wydziału Operacji Specjalnych Kwatery Głównej SFOR oraz szefa Sztabu Polsko-Nordyckiej Grupy Bojowej. W 2003 wyznaczono go na stanowisko szefa sztabu 21 Brygady Strzelców Podhalańskich im. gen. bryg. Mieczysława Boruty-Spiechowicza. Dwa razy uczestniczył w misji stabilizacyjnej w Iraku, jako szef Oddziału Szkolenia Wielonarodowej Dywizji Centrum-Południe (2004) i zastępca dowódcy polskiej brygady (2005–2006). Od 2006 do 2007 roku był komendantem Centrum Szkolenia Na Potrzeby Sił Pokojowych w Kielcach.
W dniu 15 sierpnia 2007 został mianowany generałem brygady, odznaczony Krzyżem Kawalerskim Orderu Odrodzenia Polski i wyznaczony dowódcą 12 Brygady Zmechanizowanej w Szczecinie. 11 lutego 2008 roku przejął obowiązki dowódcy 21 Brygady Strzelców Podhalańskich i pełnił je do 2010. W tym samym roku zakończył zawodową służbę wojskową.

## Praca naukowo-dydaktyczna
W latach 2010-2022 był pracownikiem Wyższej Szkoły Informatyki i Zarządzania w Rzeszowie. Od roku 2022 jest profesorem w Wyższej Szkole Prawa i Administracji – Rzeszowskiej Szkole Wyższej.
Jego prace naukowe dotyczą zagadnień bezpieczeństwa państwa – w szczególności w aspekcie członkostwa w UE i NATO – oraz terroryzmu i systemów antyterrorystycznych państw Unii Europejskiej. 

## Ordery i odznaczenia
- Krzyż Kawalerski Orderu Odrodzenia Polski[6]
- Złoty Krzyż Zasługi[7]
- Brązowy Medal „Siły Zbrojne w Służbie Ojczyzny”
- Złoty Medal „Za zasługi dla obronności kraju”
- Brązowa Odznaka Zasłużony dla Ochrony Przeciwpożarowej
- Brązowy Medal Za Zasługi dla Pożarnictwa
- Medal Pamiątkowy Wielonarodowej Dywizji Centrum-Południe w Iraku
- Medal W Służbie Pokoju za misję ONZ rozdzielania wojsk na Wzgórzach Golan (ang. UNDOF In The Service Of Peace Medal)
- Medal W Służbie Pokoju i Wolności za misję NATO utrzymania pokoju w Kosowie (ang. KFOR In The Service of Peace and Freedom Medal)
- Medal W Służbie Pokoju i Wolności za misję stabilizacyjną NATO w Bośni i Hercegowinie (ang. SFOR In The Service of Peace and Freedom Medal)
- Odznaka Instruktora Spadochronowego